# 1849 în literatură
Anul 1849 în literatură a implicat o serie de evenimente și cărți noi semnificative.  